# Acta de la Declaració d'Independència de Veneçuela

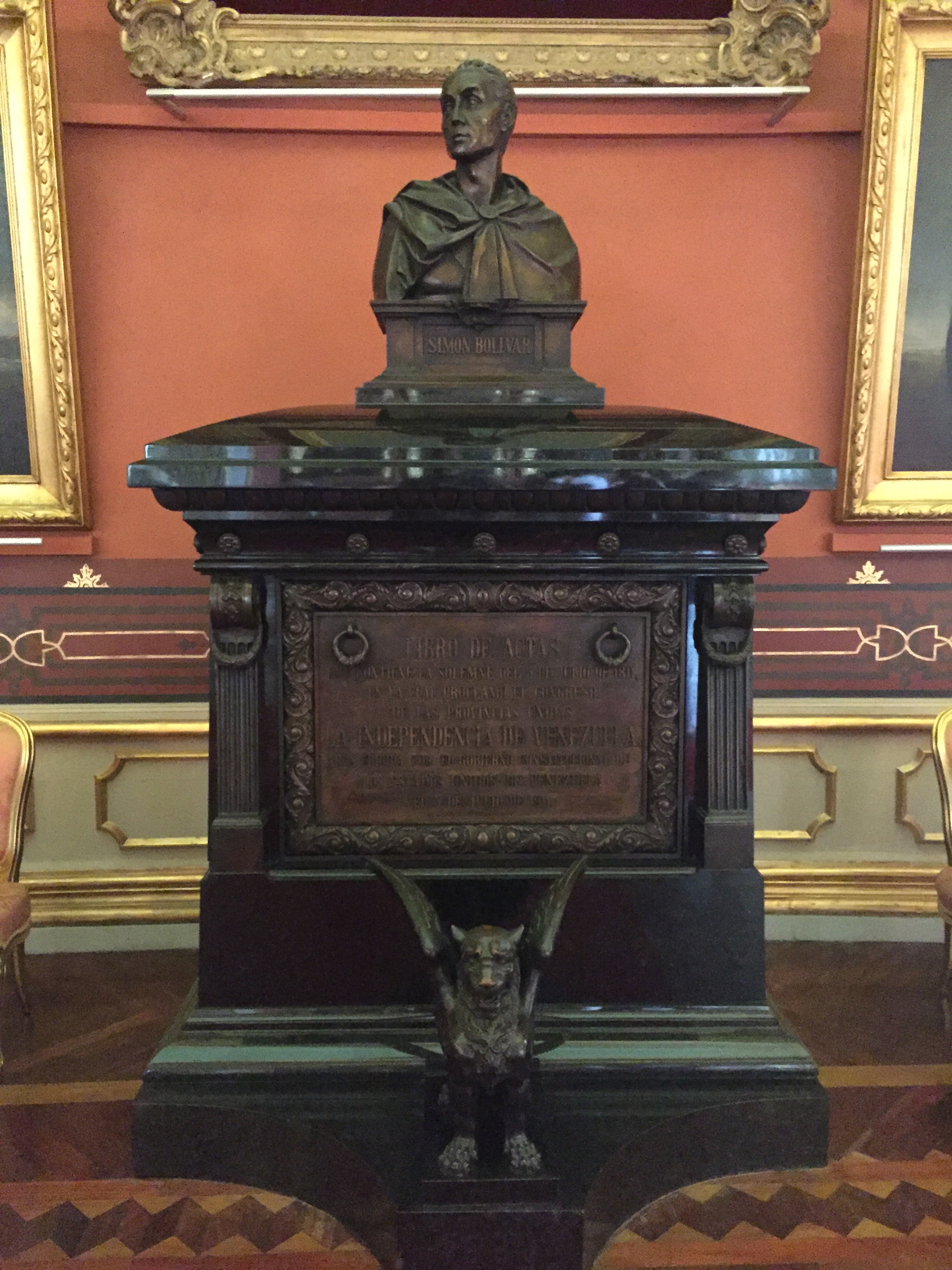
Arca que conté el llibre d'actes del 5 de juliol de 1811 en el Saló El·líptic del Palau Federal Legislatiu.

L'Acta de la Declaració de la Independència de Veneçuela és un document en el qual representants de set de les deu províncies pertanyents a la Capitania General de Veneçuela a Sud-amèrica reunides en la Capella Santa Rosa de Lima van declarar la seva independència de la Corona d'Espanya, establint una nova nació basada en principis republicans i federals, abolint per sempre la monarquia sota els valors de la igualtat dels individus, la prohibició de la censura i la llibertat d'expressió. Consagra el principi constitucional i s'oposa radicalment a les pràctiques polítiques, culturals i socials que havien existit durant tres-cents anys en l'Amèrica espanyola. La Declaració és notable per ésser el primer cas d'una Colònia espanyola d'Amèrica que declara la seva independència absoluta.
Les set províncies van explicar les seves raons per a aquesta acció, entre elles, que era funest que una petita nació d'Europa governés les grans extensions del Nou món, i que Veneçuela havia recuperat el dret a l'autonomia després de les abdicacions de Carles IV i Ferran VII a Baiona que va conduir a l'ocupació del tron espanyol per la dinastia francesa Bonaparte. Aquesta inestabilitat política a Espanya va dictar que els veneçolans havien de governar-se per si mateixos, malgrat la germandat que compartien amb els espanyols. Les set províncies eren de Caracas, de Cumaná, província de Barinas, província de Margarita, província de Barcelona, província de Mèrida i de la província de Trujillo.
Les tres províncies restants no van participar en el mencionat Congrés Constituent a causa de la seva decisió de romandre sota l'autoritat de la Corona Espanyola representada per la Junta Suprema Central.
La nova nació que aquesta declaració va proclamar seria la Primera República de Veneçuela, posteriorment amb la promulgació de la Constitució Federal de 1811 oficialitzaria el nom de la nació com Estats de Veneçuela. Va ser elaborada per Juan Germán Roscio i Francisco Isnardi, ratificada pel Congrés el 7 de juliol de 1811, i passada al llibre d'Actes el 17 d'agost de 1811, a Caracas.
Cada 5 de juliol se celebra com el Dia de la independència de Veneçuela. El Llibre d'Actes original del primer Congrés de Veneçuela que conté la Declaració es troba en el Saló El·líptic del Palau Federal Legislatiu, a Caracas.

## Elaboració i aprovació pel Congrés

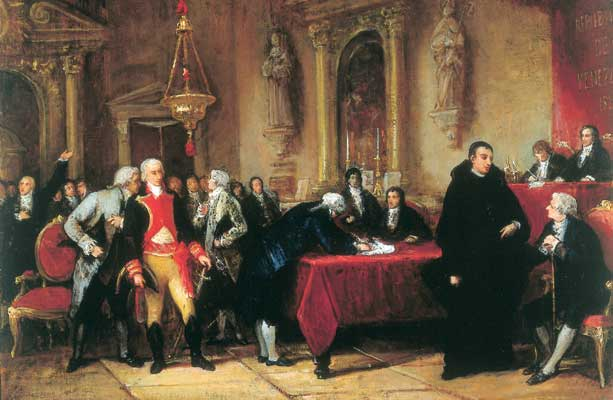
Signatura de l'Acta de la Independencia el 1811 per Martín Tovar y Tovar (1883).

El 3 de juliol es va iniciar el debat en el Congrés, i el dia 5 a començaments de la tarda es procedeix a la votació que va acabar cap a les 2:30 de la tarda, resultant aprovada la Independència amb quaranta vots a favor. Tot seguit, el President del Congrés, diputat Juan Antonio Rodríguez, va anunciar que hi era «Declarada solemnement la Independència absoluta de Veneçuela».
En la mateixa tarda del 5 de juliol el Congrés va celebrar una altra sessió, on es va acordar redactar un document, l'elaboració del qual va ser encomanada al diputat Juan Germán Roscio i al secretari del Congrés, Francisco Isnardi. En aquest document havien d'aparèixer els motius i causes que van produir la Declaració de la Independència, perquè sotmès a la revisió del Congrés, servís d'Acta i passés al Poder Executiu.
L'Acta va ser aprovada el dia 7 de juliol per tots els diputats, amb l'única excepció del pare Fernando Vicente Maya, diputat per La Grita. A poc a poc la van anar signant els representants, passada al llibre d'Actes del Congrés el 17 d'agost, fins que el 18 d'aquest mes van estampar les últimes signatures.
El document es conserva en el Museu de la Casa de les Primeras Letras Simón Rodríguez. La signatura del president Hugo Chávez es va afegir a una còpia exhibida del document el 31 de maig de 2013, pel govern de Maduro, com un homenatge a l'ex president. Això va resultar com en ultratge entre els diversos sectors oposats la mencionada administració.